# Pentti Auer
Pentti Auer, född 21 maj 1931 i Lampis, Finland, död 3 februari 2004 i Esbo, var en finsk skådespelare och fotoassistent.

## Filmografi (roller i urval)
- 1951 – Kvinnan bakom allt
- 1983 – Brott och straff
- 2002 – Mannen utan minne